# Michael Rupert
Michael John Rupert (Denver, 23 ottobre 1951) è un attore e cantante statunitense, noto soprattutto come interprete di musical.
Ha recitato a Broadway in numerosi musical, tra cui Sweet Charity (1986, per cui vince il Tony Award al miglior attore non protagonista in un musical), Falsettos (1992), Ragtime (1999) e On the Town (2014).
Vive a New York con il compagno Will Chafin.